# Shipyard
Shipyard es una ciudad del distrito de Orange Walk, en Belice. En el último censo realizado en 2000, su población era de 2.385 habitantes. A mediados de 2005, la población estimada de la ciudad era de 2800 habitantes.
Fundada en abril de 1958 por menonitas de la Old Colony en Chihuahua y Durango, talaron la selva a golpes de hacha; poco a poco se fueron modernizando. Cultivaron arroz, maíz y sorgo, luego también fruta y legumbres. Posteriormente instalaron aserraderos para mueblería.